# Граф Антрим
Граф Антрим (англ. Earl of Antrim) — наследственный титул в системе Пэрства Ирландии, созданный дважды в ирландской истории (1620 и 1785) для представителей клана Макдоннел, происходившего из Шотландии. Родоначальником рода был Сорли Бой Макдонелл (ок. 1505—1590), сын Александра Макдоннела (ок. 1480—1538), лорда Айлей и Кинтайра, и Кэтрин, дочери Джона Макдональда, лорда Арднамерхана. Четвертый сын Сорли Рэндал Макдоннел получил титул виконта Данлюса в графстве Антрим и графа Антрима в 1620 году. Оба титула являлись пэрством Ирландии. Его старший сын, Рэндал Макдоннел, 2-й граф Антрим (1609—1682), сражался на стороне роялистов во время Гражданской войны в Англии. В 1645 году для него был создан титул маркиза Антрима (пэрство Ирландии). Он умер бездетным и после его смерти в 1682 году титул маркиза Антрима прервался.
Графский титул унаследовал его младший брат, Александр Макдоннел, 3-й граф Антрим (1615—1699). Он представлял Уиган в Палате общин Англии и также служил лордом-лейтенантом графства Антрим. Лорд Антрим был лишен прав в 1689 году из-за своей поддержки короля Якова II Стюарта, но в 1697 году ему были возвращены титулы и владения. Его внук, Александр Макдоннел, 5-й граф Антрим (1713—1775), был губернатором графства Антрим. Его сменил его сын, Рэндал Макдоннел, 6-й граф Антрим (1749—1791). Он представлял графство Антрим в Ирландской палате общин. Лорд Антрим не имел сыновей, и после его смерти титул должен был угаснуть. Однако в 1785 году король Великобритании Георг III пожаловал ему титул виконта Данлюса и графа Антрима (пэрство Ирландии) с правом передачи по наследству дочерям графа и их мужских наследникам. В 1789 году для него был создан титул маркиза Антрима (пэрство Ирландии).
В 1791 году после смерти 6-го графа Антрима титулы виконта Данлюса (1618), графа Антрима (1620) и маркиза Антрима (1789) прервались. Но титулы виконта Данлюса и графа Антрима (креация 1785 года) унаследовала его старшая дочь Энн Кэтрин Макдоннел (1775—1834). Её первым мужем был сэр Генри Вэйн-Темпест, 2-й баронет из Лонг-Ньютона. Их дочь Леди Фрэнсис Энн Вэйн-Темпест (1800—1865) стала женой Чарльза Уильяма Вейна, 3-го маркиза Лондондерри (1778—1854) и стала прабабушкой премьер-министра сэра Уинстона Черчилля. В 1834 году после смерти Энн Кэтрин титулы унаследовала её младшая сестра Шарлотта Керр, 3-я графиня Антрим (1779—1835). Она была женой вице-адмирала Лорда Марка Роберта Керра (1776—1840), третьего сына Уильяма Джона Керра, 5-го маркиза Лотиана (1737—1815).
Ей наследовал старший из выживших сыновей, Хью Сеймур Макдоннел, 4-й граф Антрим (1812—1855). В 1836 году, получив королевское разрешение, он взял себе фамилию Макдоннел вместо Керр. У него не было сыновей, и ему наследовал его младший брат, Марк Макдоннел, 5-й граф Антрим (1814—1869). Он также в 1855 году принял фамилию Макдоннел вместо Керр.
По состоянию на 2025 год, обладателем титулов является его прапраправнук Рэндал Александр Сент-Джон Макдоннел, 10-й граф Антрим (род. 1967), сменивший своего отца в 2021 году.
Достопочтенный Ангус Макдоннел (1881—1966), второй сын Уильяма Рэндала Макдоннела, 6-го графа Антрима, был членом парламента от Дартфорда (1924—1929).
Фамильная резиденция графов Антрим — Замок Гленарм, в окрестностях Гленарма в графстве Антрим (Северная Ирландия).

## Графы Антрим, первая креация (1620)
- 1620—1636: Рэндал Макдоннел, 1-й граф Антрим (умер 10 декабря 1636), четвертый сын Сорли Боя Макдоннела;
- 1636—1682: Рэндал Макдоннел, 2-й граф Антрим (1609 — 3 февраля 1682), старший сын предыдущего, маркиз Антрим с 1645 года.

## Маркизы Антрим, первая креация (1645)
- 1645—1682: Рэндал Макдоннел, 1-й маркиз Антрим (1609 — 3 февраля 1682), старший сын 1-го графа Антрима.

## Графы Антрим, первая креация (1620)
- 1682—1699: Александр Макдоннелл, 3-й граф Антрим (1615 — 10 декабря 1699), младший брат предыдущего;
- 1699—1721: Рэндал Макдоннелл, 4-й граф Антрим (1680 — 19 октября 1721), единственный сын предыдущего;
- 1721—1775: Александр Макдоннелл, 5-й граф Антрим (22 июля 1713 — 13 октября 1775), единственный сын предыдущего;
- 1775—1791: Рэндал Уильям Макдоннелл, 6-й граф Антрим (4 ноября 1749 — 29 июля 1791), единственный сын предыдущего, граф Антрим с 1785 года и маркиз Антрим с 1789 года.

## Маркизы Антрим, второе создание (1789)
- 1789—1791: Рэндал Уильям Макдоннел, 1-й маркиз Антрим (4 ноября 1749 — 29 июля 1791), сын 5-го графа Антрима.

## Графы Антрим, вторая креация (1785)
- 1785—1791: Рэндал Уильям Макдоннел, 1-й маркиз Антрим, 1-й граф Антрим (4 ноября 1749 — 29 июля 1791), единственный сын и преемник 5-го графа Антрима;
- 1791—1834: Энн Кэтрин Макдоннелл, 2-я графиня Антрим (11 февраля 1775 — 30 июня 1834), старшая дочь предыдущего;
- 1834—1835: Шарлотта Керр, 3-я графиня Антрим (12 августа 1779 — 26 октября 1835), младшая (третья) дочь 1-го маркиза Антрима;
- 1835—1855: Хью Сеймур Макдоннелл, 4-й граф Антрим (7 августа 1812 — 19 июля 1855), четвертый сын предыдущей;
- 1855—1869: Капитан Марк Макдоннел, 5-й граф Антрим (3 апреля 1814 — 19 декабря 1869), пятый (младший) сын 3-й графини Антрим;
- 1869—1918: Уильям Рэндал Макдоннелл, 6-й граф Антрим (8 января 1851 — 19 июля 1918), старший сын предыдущего;
- 1919—1932: Рэндал Марк Керр Макдоннелл, 7-й граф Антрим (10 декабря 1878 — 15 июня 1932), старший сын предыдущего;
- 1932—1977: Рэндал Джон Сомерленд Макдоннелл, 8-й граф Антрим (22 мая 1911 — 26 сентября 1977), старший сын предыдущего;
- 1977—2021: Александр Рэндал Марк Макдоннел, 9-й граф Антрим (3 февраля 1935 — 21 июля 2021), старший сын предыдущего;
- 2021 — настоящее время: Рэндал Александр Сент-Джон Макдоннел, 10-й граф Антрим (род. 2 июля 1967), единственный сын предыдущего от первого брака;
  - Наследник: Александр Дэвид Сомерленд Макдоннелл, виконт Данлюс (род. 30 июня 2006), сын предыдущего.